# Mondoubleau
Mondoubleau ist eine französische Gemeinde mit 1306 Einwohnern (Stand 1. Januar 2022) im Département Loir-et-Cher in der Region Centre-Val de Loire; sie gehört zum Arrondissement  Vendôme und zum Kanton Le Perche.

## Geschichte
Der Ort  wurde nach Hugues Doubleau aus dem Haus Montoire benannt, der im 11. Jahrhundert hier eine Burg errichten ließ. Das hier eingerichtete Benediktinerkloster wurde bereits im 13. Jahrhundert zerstört, die zugehörige Kapelle im Jahr 1737.

### Bevölkerungsentwicklung
- 1962: 1425
- 1968: 1438
- 1975: 1725
- 1982: 1640
- 1990: 1557
- 1999: 1608
- 2007: 1498
- 2017: 1335

## Sehenswürdigkeiten

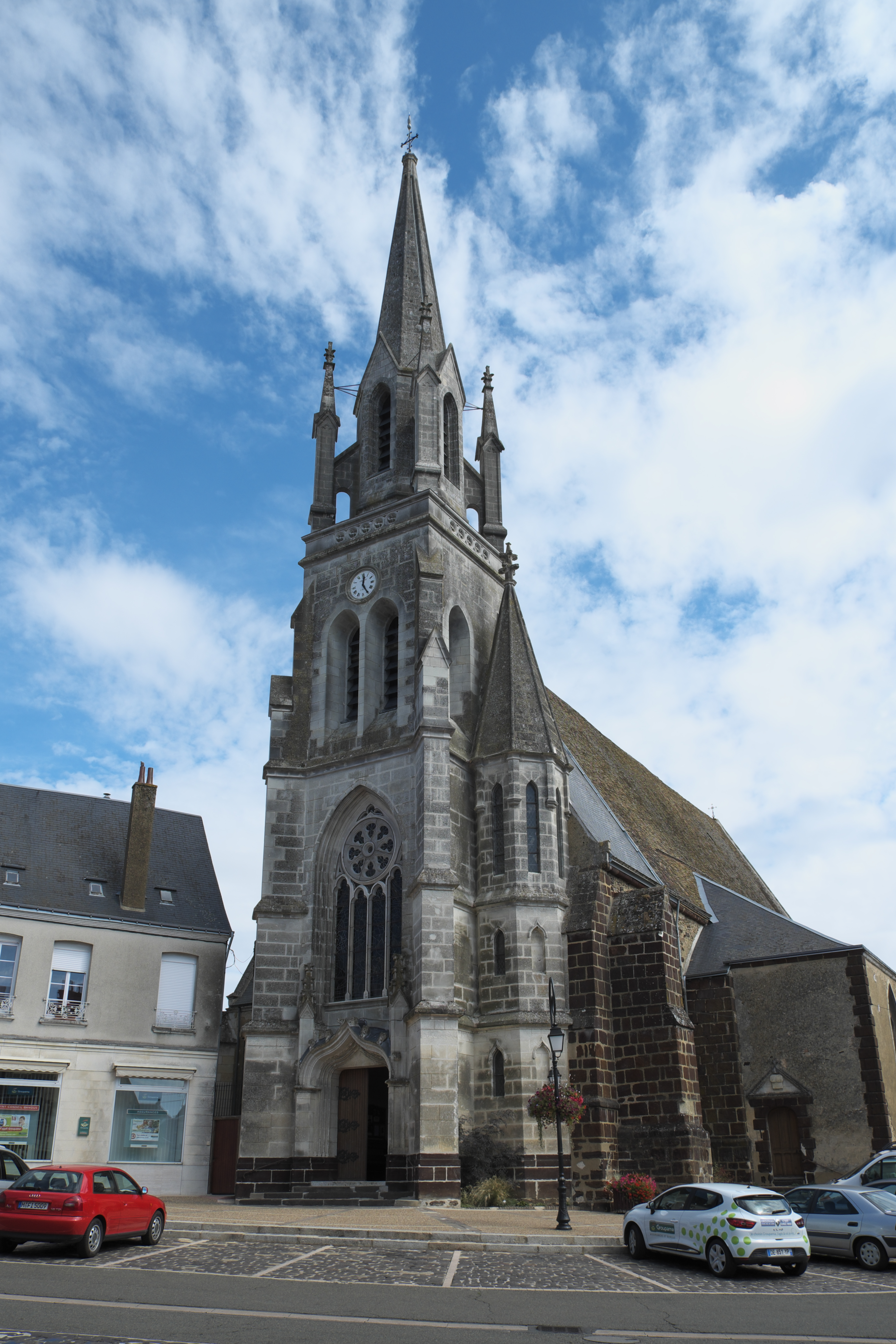
Kirche Saint-Denis
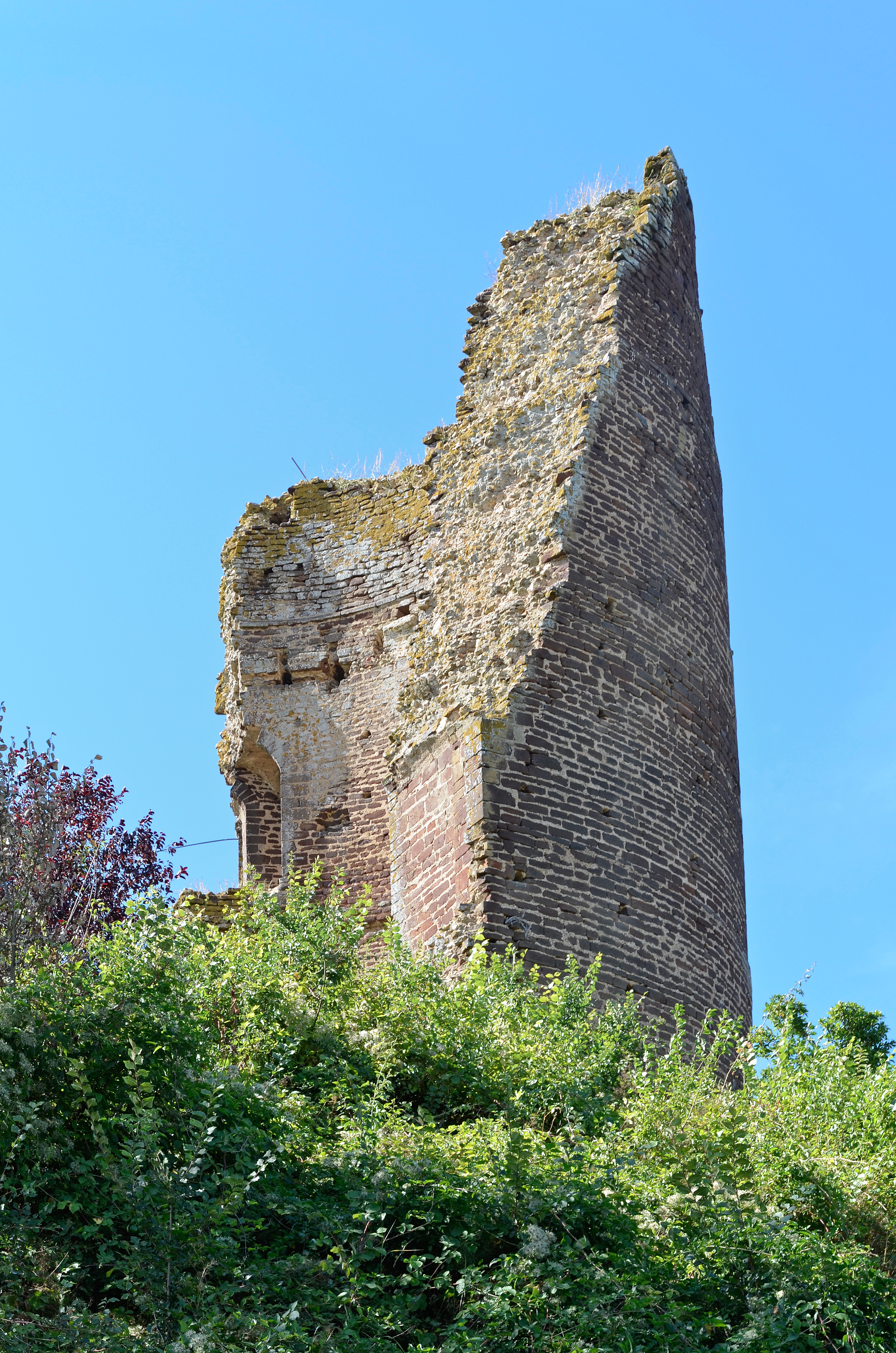
Ruine der Burg
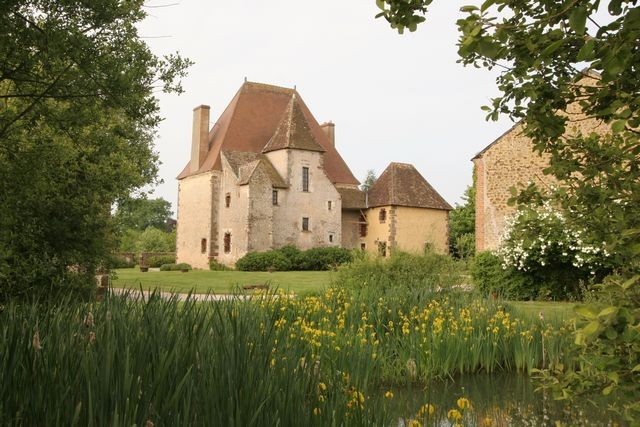
Herrenhaus Rocheux